# 善見律毘婆沙
《善見律毘婆沙》，即《善見律註》，全名《一切善見律毘婆沙》，佛教巴利律藏的註釋，體現了在斯里蘭卡流傳的分別說部（史稱赤銅鍱部）的悠久傳統。此書在南齊永明7年（公元489年）時由僧伽跋陀羅（Saṃghabhadra）與僧猗（一作僧禕）漢譯，共十八卷，是漢傳佛教經典中少見由巴利語譯出的著作。

## 簡述
巴利語的意思是「一切，全部的」，漢譯本翻為「一切」。的意思是「令人喜愛的、端正的」，漢譯本翻為「善見」。「毘婆沙」的意思是註釋，戒律作為佛教傳承的主要載體，歷經多代人的口耳相傳和解釋，其註釋最能體現部派傳統。漢譯本的「律毘婆沙」在巴利本的對應原語是「Vinaya-saṃvaṇṇanā」。
南傳佛教現有律註版本在有關佛教歷史的記載中，與漢譯的古代版本相比，已經變更了部分偈頌和解說來強調自己是“上座部”。現在一般將此書歸為傳說中的覺音所最終完成。
漢傳佛教古代時認為它是《四分律》的註釋，如日本僧人凝然在《八宗綱要》中就如此主張。但日本高楠順次郎教授留學歐洲時，考證出它相當於巴利三藏中的《一切善見律注》（Samantapāsādikā），是南傳佛教的戒律註釋。但是漢譯的《善見律注》篇幅只有原本的二分之一，漢譯的《善見律注》到後面省略頗多，其譯文越到後面越難於和巴利本對照，但大體上還能指出漢譯本和巴利本的相同之處。